# Anreade
Anreade ist eine Gemeinde (Freguesia) im portugiesischen Kreis Resende. In ihr leben 1113 Einwohner (Stand 30. Juni 2011).